# Big Rip
Il Big Rip, o Grande Strappo, è un'ipotesi cosmologica sul destino ultimo dell'universo.
L'ipotesi si inquadra nello stato sviluppato in seguito a osservazioni astronomiche di eventi di supernove di tipo Ia in galassie lontane che nel 1998 hanno appunto rivelato che l'espansione dell'Universo sta continuamente accelerando, un risultato inizialmente sorprendente per molti cosmologi.

## L'ipotesi
La chiave della teoria è nell'ammontare di energia oscura nell'universo. Se l'energia oscura fosse superiore a un certo valore, tutta la materia verrebbe, alla fine, fatta letteralmente a pezzi.
Il valore da considerare è w, ossia il rapporto tra la pressione dell'energia oscura e la sua densità. Se w < −1, l'universo verrà alla fine frantumato. Il conto alla rovescia sarebbe catastrofico: prima le galassie verrebbero separate le une dalle altre, poi la gravità sarebbe troppo debole per tenerle assieme e le stelle si separerebbero. Circa tre mesi prima della fine, i pianeti si separerebbero dalle stelle. Negli ultimi minuti, le stelle e i pianeti sarebbero disintegrati, e gli atomi verrebbero distrutti una frazione di secondo prima della fine. In seguito, l'universo sarebbe ridotto a una serie di particelle elementari isolate le une dalle altre, in cui ogni attività sarebbe impossibile. Poiché ogni particella sarebbe impossibilitata a vedere le altre, in un certo senso l'Universo osservabile si ridurrebbe effettivamente a zero.
Gli autori di questa ipotesi, un gruppo diretto da Robert Caldwell del Dartmouth College, hanno calcolato che il tempo intercorrente da oggi alla fine dell'universo è dato da:
{\displaystyle t_{rip}-t_{0}\approx {\frac {2}{3|1+\omega |H_{0}{\sqrt {1-\Omega _{m}}}}}}
dove {\displaystyle \omega } è il valore della forza repulsiva dell'energia oscura, H0 è la costante di Hubble e Ωm il valore attuale della densità complessiva di materia dell'universo.
Ponendo, ad esempio, ω = −1,5, H0 = 70 km/s/Mpc ed Ωm = 0,3 ne deriva che il momento finale sarebbe circa 3,5×1010 anni dopo il Big Bang, il che equivale a circa 2,1×1010 (21 miliardi) di anni da adesso. Nonostante sembri un tempo lungo, è comunque molto meno di quanto qualunque altra teoria cosmologica ipotizzi, va però precisato che non è possibile stabilire con precisione il valore di ω, e che potrebbe essere molto vicino a −1, posticipando sensibilmente l'evento.
Alcuni studi hanno mostrato che tali modelli sono compatibili con le osservazioni e, anzi, in alcuni casi addirittura in maggior accordo con i dati rispetto ad altri che prevedono un arresto dell'accelerazione cosmica; tale affermazione è discussa. Secondo alcuni la viscosità dell'universo gioca un ruolo in questo.

### Implicazioni per il destino ultimo dell'universo
Alla fine la materia e l'energia si dissolveranno anch'esse, i buchi neri assorbiranno il restante, evaporando poi tramite la radiazione di Hawking (resta da risolvere il paradosso dell'informazione del buco nero); lo stato finale sarà un gas di fotoni, leptoni e forse protoni, senza gravità.

## Destino dell'universo in caso di Big Rip
Discussa è la possibilità di esistenza dopo il Big Rip o il Big Freeze. Vi sono diverse ipotesi:
- Sparirà ogni residuo di materia.
- Esisteranno comunque universi paralleli (cfr. multiverso, nelle principali formulazioni, il mondo-brana e la teoria delle bolle/inflazione eterna).
- Alcuni scienziati, che accettano il modello, sostengono che il tempo si fermerà e si annulleranno le dimensioni e le distanze.[6]
- Si genererà un nuovo Big Bang nel nostro universo, a causa della bassissima entropia dopo la quasi distruzione della materia e dell'energia.

L'ultima ipotesi è quella più suggestiva e comprende due possibilità, rientranti nelle varie teorie dell'universo oscillante o modello ciclico. La prima ipotesi è quella dei proponenti della teoria del Big Rip.

### Cosmologia ciclica di Penrose
Roger Penrose, nel libro Dal Big Bang all'eternità, afferma che l'infinitamente piccolo allora equivarrà all'infinitamente grande, e l'universo apparentemente freddo e morto del Big Rip o del Big Freeze potrebbe così dare origine, per effetto dell'annullamento delle leggi fisiche precedenti, ad un nuovo Big Bang (la bassa entropia sarebbe la stessa della nascita del primo universo), anche se diverso da quello della teoria del Big Bounce. L'attuale universo sarebbe uno degli infiniti "eoni" (ognuno della durata di 10100) che costituiscono l'eterno universo. Penrose afferma che la prova sarebbe contenuta nella radiazione di fondo.

### Modello di Baum-Frampton
Lauris Baum e Paul H. Frampton hanno proposto un ulteriore modello di universo ciclico, strettamente collegato al Big Rip, che tuttavia non sarebbe mai completo; il modello di Baum-Frampton suggerisce che un piccolissimo istante prima della conclusione del Big Rip — implicante la totale distruzione del tessuto cosmico dello spaziotempo — dell'ordine di 10−27 secondi, lo spazio si dividerebbe in un gran numero di volumi indipendenti. Questi volumi di spazio sono correlati a “universi osservabili”, che vengono contratti ad una dimensione estremamente piccola, dell'ordine della lunghezza di Planck. Ognuno di tali volumi di spazio non conterrebbe materia o energia per la presenza del Big Rip, quindi — come nel modello di Penrose — l'entropia in ogni singolo volume si ridurrebbe praticamente a zero, rimanendo sostanzialmente inalterata durante questa contrazione. Successivamente il modello seguirebbe lo scenario del “Big Bang”, con entropia nuovamente crescente a causa dell'inflazione cosmica nella creazione dell'universo. Questo accadrebbe in ogni “volume” di spazio derivato dall'universo originale, traducendosi in un numero straordinariamente grande, ma finito, di nuovi universi.